# О туго јесења
О туго јесења је први албум Рамба Амадеуса из 1988. године. Највећи хитови са овог албума су Фала ти мајко, Ванземаљац и Манијак. Изашао је у издању ПГП РТБ.

## О албуму
О туго јесења, деби албум Рамба Амадеуса, појавио се на тржишту током 1988. године. Промоција албума на мајском суботичком фестивалу Омладина ’88 је била неуобичајена тиме што је Рамбо Амадеус позвао новинаре и остале окупљене да купе његову плочу, уместо бесплатног дељења. Рамбо је играо двоструку улогу што му је и био циљ, а многи су тек касније "схватили" његову изражајну поруку, која иако под утицајем новог примитивизма и ироније Френк Запе са пародијом, је имала пуно тога оригиналног и новог. "О туго јесења" је као албум отворио пут за следећа издања на којима ће Рамбо "пласирати" свој раскошни таленат, шарм, безобразлук, лукавство и ауторски гениј.
Праћен је спотом за песму Фала ти мајко.

## Попис песама

### А-страна
1. Ванземаљац (А. Хабић/Р. Амадеус) (03:30)
2. Фала ти мајко (Р. Амадеус - ар. А. Хабић/Р. Амадеус) (03:32)
3. Видео (Р. Амадеус - ар. А. Хабић/Р. Амадеус) (03:41)
4. Гаудеамус (Р. Амадеус) (01:48)
5. Животињо микроскопска (Р. Амадеус - ар. А. Хабић/Р. Амадеус) (03:34)

### Б-страна
1. Рамбо Амадеус (Р. Амадеус - ар. А. Хабић/Р. Амадеус) (03:16)
2. Рамбо Амадеус - верзија II (Вукоман С. Караџић) (00:21)
3. Пилот бабо (Р. Амадеус - ар. А. Хабић/Р. Амадеус) (03:24)
4. Манијак (Р. Амадеус - ар. В. Перић) (03:10)
5. Амадеус коло (Л. В. Бетовен - А. Хабић - Црни Пантер) (03:43)

### Бонус песме (реиздање 1999)
1. Ђеде Нико (Кнез/Рамбо) дует Рамбо & Кнез (04:10)
2. Бетон (Р. Амадеус) (03:56)

## Група Рамбо Амадеус
- Рамбо Амадеус: вокал, гитаре, тарабука, ритам машина, клавијатуре, харфа
- Владимир Перић: бас, вокали, СП 12, семплери, ЕМАX, бас синтисајзери
- Александар Васиљевић: вокали
- Саша Марковић - Мексиканац: далапе
- Александар Хабић: клавијатуре
- Мирослав Миша Савић: мираге, даире, руке

## Занимљивости
Песма Манијак је 1990. године обрађена у песми Јаче манијаче Дина Дворника.
| Манијак | Јаче манијаче |
| --- | --- |
| Манијаче, манијаче убио те гром где год си ме ударао настао је лом Удри јаче манијаче ти у ритму том од кад си ме напаствово у срцу си мом | Удри јаче манијаче Убио те гром Од кад си ме напаствао У срцу си мом Удри јаче манијаче Ти у ритму том Гдје год си ме ударао Настао би лом |